# 毛克板塊
毛克板塊是位於新畿內亞西部的小型板塊，東面與木百靈板塊形成聚合板塊邊緣，南面與澳洲板塊和鳥首板塊形成轉形斷層。